# Национално бюро за контрол на специалните разузнавателни средства
Националното бюро за контрол на специалните разузнавателни средства (НБКСРС) е държавна институция в България, която контролира законността при използването на специални разузнавателни средства от държавата. Бюджетът ѝ за 2025 година е 2,58 милиона лева.
Бюрото е създадено е през 2013 година като независимо от Министерството на вътрешните работи след обвинения на опозицията в системни злоупотреби със специалните разузнавателни средства. То се състои от 5 членове, избирани от Народното събрание с петгодишен мандат.